# Natalia Gushina
Natalia Gushina –en ruso, Наталья Гушина– (10 de noviembre de 1982) es una deportista rusa que compitió en lucha libre. Ganó una medalla de plata en el Campeonato Europeo de Lucha de 2001, en la categoría de 51 kg.

## Palmarés internacional
| Campeonato Europeo | Campeonato Europeo | Campeonato Europeo | Campeonato Europeo |
| Año                | Lugar              | Medalla            | Categoría          |
| ------------------ | ------------------ | ------------------ | ------------------ |
| 2001               | Budapest (Hungría) | Medalla de plata   | 51 kg              |